# Von Ryan's Express
Von Ryan's Express is een Amerikaanse oorlogsfilm uit 1965 onder regie van Mark Robson. Het scenario is gebaseerd op de gelijknamige roman uit 1964 van de Amerikaanse auteur David Westheimer. De film was een kassucces en bracht mondiaal bijna 31 miljoen dollar op (17 miljoen in de VS en 13,9 miljoen daarbuiten). Het budget was circa 5,6 miljoen dollar.

## Verhaal
De Amerikaanse kolonel Joseph L. Ryan komt in een krijgsgevangenenkamp terecht in Italië. Ogenschijnlijk houdt hij zich braafjes aan alle kampregels. Zijn gedrag levert hem al spoedig de bijnaam Von Ryan op. In werkelijkheid volgen de gevangenen hem in zijn plan om uit het kamp te ontsnappen. Als Italië zich overgeeft aan de geallieerden, vluchten de bewakers van het kamp. De gevangenen grijpen de macht en beginnen een krijgsraad tegen de wrede kampcommandant Battaglia. Hij wordt ter dood veroordeeld, maar Ryan verleent hem gratie en laat de man opsluiten in een geïsoleerde zweetkamer. Na het proces gaan de gevangenen op weg naar de geallieerden, maar ze worden ingehaald door Duitse troepen, die na de Italiaanse overgave het land hebben bezet. Met de trein reizen ze naar Rome, waar ze onder commando komen van Majoor Von Klement. Ryan weet te ontsnappen en bevrijdt zijn kameraden uit de treinwagon. Samen gijzelen ze Von Klement en diens vriendin Gabriella. De trein vertrekt weer en uit buitgemaakte papieren weet Ryan dat ze naar Oostenrijk gaan. Door de wissel te veranderen, krijgen ze als nieuwe bestemming Bologna. Wanneer Von Klement en Gabriella proberen te ontsnappen, schiet Ryan ze neer. Niet lang daarna naderen SS troepen onder commando van SS-Standartenführer Gortz  de trein. In paniek zetten de gevangenen de trein op een zijspoor, maar dat leidt naar een terrein dat wordt gebombardeerd door geallieerde vliegtuigen. Er is veel schade aan de trein en er zijn verschillende gewonden, maar de gevangenen slagen erin om een nieuw spoor op te gaan dat leidt naar Zwitserland. De SS-troepen achtervolgen de gevangenen en krijgen hulp van de Luftwaffe die de trein bestookt met raketten. Terwijl Ryan en enkele gevangenen de SS tegenhouden die oprukt naar de getroffen trein, repareren de overlevende gevangenen de sporen. Als Ryan samen met zijn helpers terugholt naar de achterste wagon wordt hij dodelijk getroffen. Stervend ziet hij de trein ontsnappen naar Zwitserland.

## Rolverdeling
| Acteur            | Personage              |
| ----------------- | ---------------------- |
| Frank Sinatra     | Kolonel Joseph L. Ryan |
| Trevor Howard     | Majoor Eric Fincham    |
| Raffaella Carrà   | Gabriella              |
| Brad Dexter       | Sergeant Bostick       |
| Sergio Fantoni    | Kapitein Oriani        |
| John Leyton       | Orde                   |
| Edward Mulhare    | Costanzo               |
| Wolfgang Preiss   | Majoor Von Klemment    |
| James Brolin      | Soldaat Ames           |
| John van Dreelen  | Kolonel Gortz          |
| Adolfo Celi       | Battaglia              |
| Vito Scotti       | Italiaanse machinist   |
| Richard Bakalyan  | Korporaal Giannini     |
| Michael Goodliffe | Kapitein Stein         |
| Michael St. Clair | Sergeant Dunbar        |
| Ivan Triesault    | Von Kleist             |

## Prijzen en nominaties
| Jaar | Prijs  | Categorie            | Genomineerde(n) | Uitslag     |
| ---- | ------ | -------------------- | --------------- | ----------- |
| 1965 | Oscars | Beste geluidsmontage | Walter Rossi    | Genomineerd |

## Scenario
De schrijver van ‘Von Ryan’s Express’, David Westheimer was tijdens de Tweede Wereldoorlog
krijgsgevangen  geweest en was ooggetuige van het bombardement op Bologna in 1943. Het boek was een bestseller en Frank Sinatra was geïnteresseerd in de filmrechten, maar hoorde dat 20th Century Fox de rechten had gekocht voor 125.000 dollar. Waarna Sinatra aanbood de hoofdrol te spelen, hij kreeg er 250.000 dollar voor. Toch bemoeide Sinatra zich met het scenario en het was op zijn aandringen dat het einde van het boek werd veranderd. In de roman overleeft Ryan en Sinatra wilde een meer heldhaftig en  geloofwaardig einde dat bovendien zou verhinderen dat er een vervolg zou komen.

## Acteurs
De rol van de Britse majoor Fincham zou aanvankelijk naar Peter Finch gaan maar die weigerde, waarna men Jack Hawkins en Trevor Howard auditie liet doen. Howard kreeg de rol. Volgens de memoires van producent Saul David was voor de rol van Sergeant Bostick een acteur gekozen, die door Sinatra werd afgewezen. David wilde niet zeggen welke acteur door het veto van Sinatra werd getroffen.

## Productie
Fox liet een volledig krijgsgevangenkamp nabouwen in Noord-Italië in Cortina d’Ampezzo en het treinstation  Santa Maria Novella in Florence . De spectaculaire gevechten rond de treinen werd echter opgenomen in de buurt van Málaga en  Caminito del Rey in Spanje. Interieuropnamen werden gemaakt in de 20th Century Fox Studio in Los Angeles. Voor de buitenopnamen werden echte vliegtuigen, treinen en voertuigen gebruikt, met hier en daar een model. Hoewel Sinatra zijn gebruikelijke ruzies had met regisseur Mark Robson en zijn sterallures liet opspelen (hij werd met een helikopter naar de set gevlogen) verliepen de opnamen vrij rimpelloos.

## Feit of fictie
Hollywoodfilms hebben vaak moeite met de feiten en niet zelden klopt er weinig van de gebruikte wapens, en voer- en vliegtuigen in de film. Hieronder een opsomming:
- De machinegeweren die de Duitsers gebruiken bij de scene op het station van Milaan zijn Amerikaanse watergekoelde machinegeweren van het kaliber .30. Hoewel het theoretisch mogelijk is dat de Duitsers het machinegeweer hebben buitgemaakt, blijft toch de vraag of ze het hebben gebruikt tijdens de oorlog. Het MG-42 machinegeweer van de Duitsers was superieur aan de machinegeweren van de geallieerden.
- De drie Duitse gevechtsvliegtuigen zijn Messerschmitt Bf-108’s die doorgaan voor de Bf-109 die echter zijn geschilderd in een wel heel erg vrolijk camouflagepatroon. De echte Messerschmitt Bf-109 kregen een bruin-groen camouflageschema.
- Ook de P-39 van colonel Ryan heeft niet de correcte kleuren. Het is uitgedost met rode markeringsstrepen die pas in 1947 werden gebruikt door de Amerikaanse luchtmacht, die witte markeringen gebruikte tijdens de oorlog.
- Een veel gemaakte fout in Hollywoodfilms is dat men Duitse soldaten uitrust met de verkeerde munitiehouders. De Duitse soldaten beschikten met name over Mauser grendelgeweren en MP 38/40 machinepistolen (vaak ten onrechte aangeduid als ‘Schmeisser’). De Mausergeweren werden geladen door een magazijn met vijf patronen 7,92 mm in het geweer te duwen, de MP 38/40 had een magazijn van 32 9 mm patronen. Infanteristen uitgerust met de Mauser droegen een aantal kleine leren houders met elk één magazijn, terwijl degenen met de MP 38/40 langwerpige leren houders droegen die vijf langwerpige magazijn met de 32 patronen droegen. In de film dragen alle infanteristen of ze nu met een Mauser of Mp 38/40 zijn uitgerust de kleine lederen houders. Hetgeen betekent dat een deel van de Duitsers in feite niet kon herladen.
- Ook de rangen van Wehrmacht en SS leveren problemen op. Zo leest Ryan in buitgemaakte papieren over "Obergruppenfuhrer Wilhelm von Kleist. SS-Obergruppenführer was de rang van een militair uit de SS, terwijl de echt bestaan hebbende Von Kleist bij de Wehrmacht diende met de rang Generalfeldmarschal (Veldmaarschalk). Bovendien heette de goede man Paul Ludwig Ewald von Kleist en niet Wilhelm. Overigens had Von Kleist weinig met de Duitse generale staf en Italië te maken. Hij diende in 1943 in Rusland als commandant van Legergroep A in de Kaukasus.